# Colmena Layens
La colmena Layens es la colmena que se usa principalmente en España para la trashumancia (movimiento de colmenas siguiendo la floración). Está muy introducida en la Comunidad Valenciana, Región de Murcia, Andalucía y Extremadura. 
Esta colmena lleva el nombre de su inventor Georges de Layens quien modificó el tamaño de una colmena de cuadro móvil en 1874. En España existen entre 1,2 a 1,5 millones de colmenas y se estima que el 80% son de tipo Layens. Siendo más del 80% de la producción de miel, de origen trashumante, podemos encontrar una explicación racional del éxito de esta colmena; también utilizada en Francia desde donde Benigno Ledo González en 1880 trae la primera colmena Layens.
Consta de una caja con doce cuadros. Al no utilizar alzas melarias, resulta muy cómoda para el transporte, utilizándose especialmente en apicultura trashumante. Este tipo de colmena Layens presenta la dificultad de no diferenciar un espacio para la cría y otro para la miel. Su conveniencia reside en el gran volumen que presenta. La colmena Layens proviene de colmenas de tipo horizontal por lo tanto es siempre de capacidad limitada, no importando el tamaño que se le de. Mientras que la colmena vertical es de capacidad ilimitada. Se aumenta verticalmente, añadiendo alzas a la cámara de cría, a medida que son necesarias, porque las abejas necesitan espacio.
El modelo matriz de las colmenas horizontales, fue inventado por el gran apicultor francés Layens, por lo que se suele llamar a este tipo colmena francesa; pero corrientemente es conocida con el nombre de su creador, colmena Layens. El éxito que permitió que esta colmena se haya ido incorporando progresivamente a las nuevas corrientes del conocimiento apícola, gracias también a las traducciones de textos extranjeros que rápidamente se difunden y a los aportes y trabajos de investigadores propios, entre los que destaca Enrique de Mercader Belloch.

## Volumen
El volumen de la Colmena Layens es mayor al resto de las colmenas verticales, cosechándose los marcos de miel laterales. Suelen presentar el techo con un sistema de bisagras que permiten que el mismo esté adherido a la cámara de cría; hay otras que en vez de presentar el techo plano tienen una especie de tejado denominadas Avión Ledo confeccionada por un sacerdote que la hizo más chica. Es una colmena donde se respeta el tamaño de los marcos pero existe una gran diversidad entre el sur de Francia, norte y centro de España. Existen cámaras de doce, catorce, dieciséis o veinticuatro cuadros móviles. Pero cabe destacar que una vez construida no se puede aumentar o disminuir el tamaño de la colmena. Como es utilizada en apicultura trashumante se puede observar características propias en la piquera, que suele ser central, con mecanismos de cierre, para facilitar el trabajo.
Debido al rendimiento que se obtiene en España, con una media de 17 kg de miel colmena año, esta se adecua perfectamente y tiene gran aceptación, si bien se puede observar en la bibliografía que suele tener críticas y se tiende a su abandono.

## Colmena Layens moderna
En la actualidad Jean Hurpin propone dos nuevos tipos de Layens:
- Layens Pastorale que tiene nueve marcos y un alza con ocho marcos de media altura
- Layens divisible que usa tres alzas de media altura con nueve cuadros cada una.

## Medidas internas de diferentes tipos de colmenas verticales
Las tablas que forman las paredes de las colmenas son, generalmente, de 25 mm. Las medidas de la tabla están en centímetros.
| Tipo                   | Langstroth     | Dadant           | Lusitana      | Warré                | Layens                                                                                  |
| ---------------------- | -------------- | ---------------- | ------------- | -------------------- | --------------------------------------------------------------------------------------- |
| Medidas cámara cría    | 51 x 42,5 x 24 | 51 x 42,5 x 31   | 37 x 38 x 31  | 30 x 30 x 21         | según Nº cuadros (con 12 cuadros 49 x 34,5 x 41)                                        |
| Medidas alzas          | 51 x 42,5 x 24 | 51 x 42,5 x 17   | 37 x 38 x 16  | 30 x 30 x 21         | (En colmenas mixtas, pueden adaptarse cuadros de media alza langstroth perpendiculares) |
| Med. cuadro cámara     | 42 x 20        | 42 x 27          | 33 x 27       | 30 x 20 (sin marcos) | 35 x 30                                                                                 |
| Med cuadro alza miel   | 42 x 20        | 42 x 13          | 33 x 12       | 30 x 20 (sin marcos) | 35 x 30                                                                                 |
| Superficie cuadro      | 160 dm²        | 220 dm²          | 180 dm²       | 120 dm² (sin marcos) | 240 dm²                                                                                 |
| Cría teórica           | 45.000 abejas  | 60-62.000 abejas | 50.000 abejas | 22.500 abejas        | 67.200 abejas                                                                           |
| kg de abeja x cría     | 4,5 kg         | 6 kg             | 5 kg          | 2,25 kg              | 6,7 kg                                                                                  |
| Capacidad en litros    | 42,4 L         | 54 L             | 43,5 L        | 18,9 L               | 68,1 L (12 cuadros estándar)                                                            |
| Capacidad total        | 84,8 L         | 84 L             | 65,9 L        | 56,7 L (3 cuerpos)   |                                                                                         |
| Capacidad en alza mel. | 25 kg          | 16 kg            | 13 kg         | 12 kg                |                                                                                         |